# فريتز كوفمان
فريتز كوفمان هو متزحلق نوردي مزدوج سويسري، ولد في 15 أبريل 1905 في جريندلفالد في سويسرا، وتوفي في 1941.

## وصلات خارجية
- فريتز كوفمان على موقع الاتحاد الدولي للتزلج (القفز التزلجي) (الإنجليزية)
- فريتز كوفمان على موقع اللجنة الأولمبية الدولية (الإنجليزية)
- فريتز كوفمان على موقع أوليمبيديا (الإنجليزية)